# Ajania

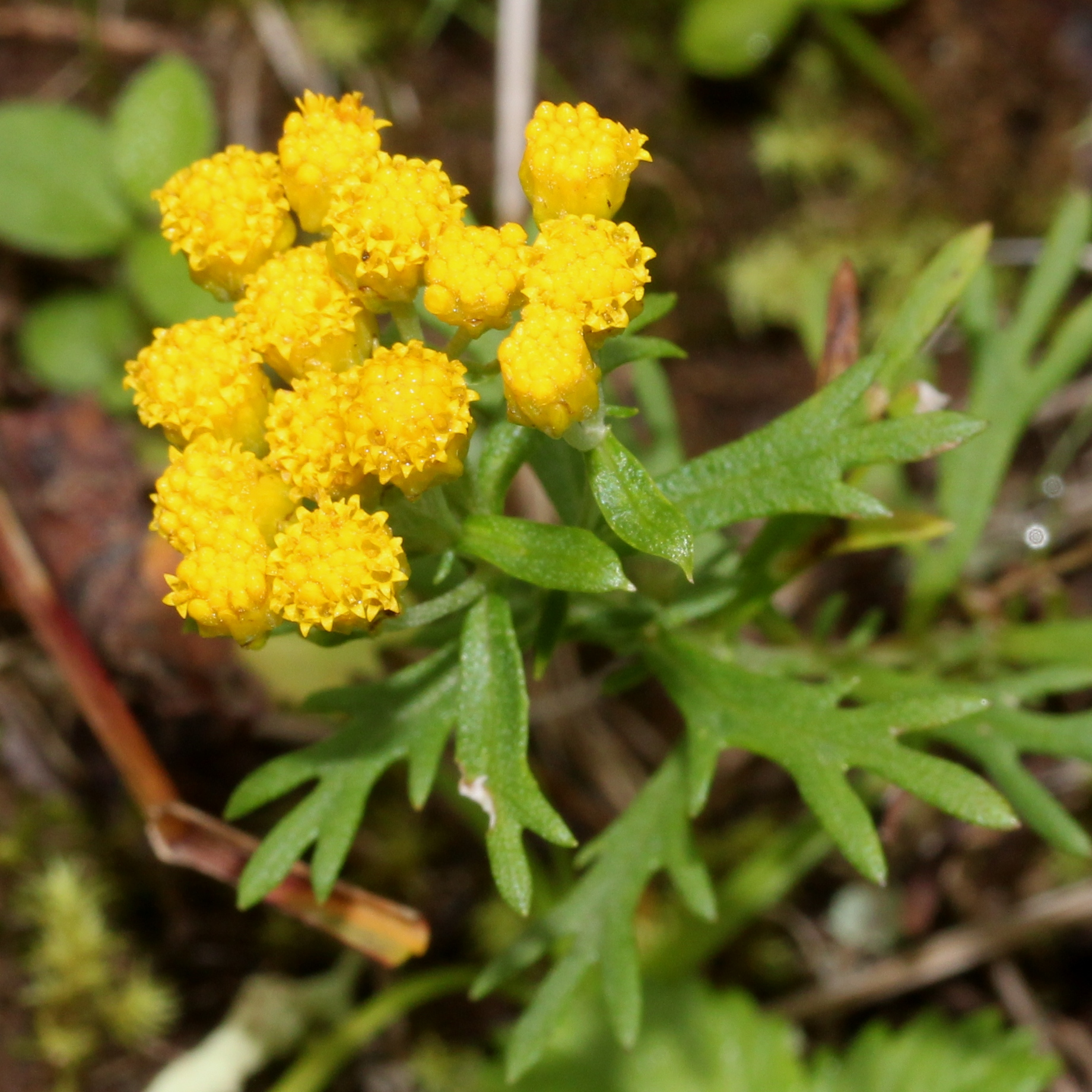
Ajania rupestris

Ajania (Ajania) – rodzaj roślin z rodziny astrowatych (Asteraceae). Obejmuje ok. 34 do 43 gatunków występujących w Azji środkowej i wschodniej, z centrum zróżnicowania w Chinach, gdzie rośnie 35 gatunków, w tym 23 endemity. Ajania pacyficzna Ajania pacifica jest popularnie uprawianą rośliną ozdobną.

## Morfologia
PokrójRośliny zielne (byliny), rzadziej niskie półkrzewy.
LiścieSkrętoległe, pierzasto lub dłoniasto podzielone, piłkowane, rzadko całobrzegie.
KwiatyZebrane w koszyczki, rzadko pojedyncze, zwykle tworzące złożony kwiatostan w formie baldachogrona z koszyczkami stojącymi w jednej płaszczyźnie. Okrywy koszyczków są dzwonkowate lub walcowate, tworzone przez zielone listki o błoniastych (białych lub brązowych) brzegach zebrane w 4–5 szeregach. Dno koszyczka wypukłe do stożkowatego, bez łuszczynek. Kwiaty brzeżne w koszyczku żeńskie, żółte lub rzadziej fioletowe, z rurkowatą koroną, na szczycie z 2–3 ząbkami. Kwiaty wewnątrz koszyczka obupłciowe, z koroną rurkowatą, na szczycie z 5 ząbkami. Pręciki na szczycie z lancetowatym przydatkiem. Nitka słupka nitkowata, na szczycie ucięta.
OwoceJajowate niełupki z 4–6 żebrami lub paskami.

## Systematyka
Pozycja systematyczna
Rodzaj z plemienia Anthemideae z podrodziny Asteroideae z rodziny astrowatych (Asteraceae). W obrębie plemienia zaliczany jest do podplemienia Artemisiinae, a w jego obrębie do tzw. grupy Chrysanthemum. W niektórych ujęciach systematycznych rodzaj włączany jako sekcja do rodzaju złocień Chrysanthemum, a w każdym razie jest blisko z nim spokrewniony (oraz z Arctanthemum) i granice między tymi rodzajami są niejasne.
Wykaz gatunków
- Ajania abolinii Kovalevsk.
- Ajania achilleoides Poljakov ex Grubov
- Ajania adenanthum (Diels) Y.Ling & C.Shih
- Ajania alabasica H.C.Fu
- Ajania amphiseriacea (Hand.-Mazz.) C.Shih
- Ajania brachyantha C.Shih
- Ajania breviloba (Franch. ex Hand.-Mazz.) Y.Ling & C.Shih
- Ajania elegantula (W.W.Sm.) C.Shih
- Ajania fastigiata (C.Winkl.) Poljakov
- Ajania fruticulosa (Ledeb.) Poljakov
- Ajania gracilis (Hook.f. & Thomson) Poljakov ex Tzvelev
- Ajania grubovii Muldashev
- Ajania hypoleuca Ling ex C.Shih
- Ajania junnanica Poljakov
- Ajania khartensis (Dunn) C.Shih
- Ajania korovinii Kovalevsk.
- Ajania latifolia C.Shih
- Ajania myriantha (Franch.) Ling ex C.Shih
- Ajania nematoloba (Hand.-Mazz.) Y.Ling & C.Shih
- Ajania nitida C.Shih
- Ajania nubigena (Wall. ex DC.) Muldashev
- Ajania pacifica (Nakai) K.Bremer & Humphries – ajania pacyficzna[10]
- Ajania pallasiana (Fisch. ex Besser) Poljakov
- Ajania parviflora (Grun.) Ling
- Ajania potaninii (Krasch.) Poljakov
- Ajania przewalskii Poljakov
- Ajania purpurea C.Shih
- Ajania quercifolia (W.W.Sm.) Y.Ling & C.Shih
- Ajania ramosa (C.C.Chang) C.Shih
- Ajania remotipinna (Hand.-Mazz.) Y.Ling & C.Shih
- Ajania rupestris (Matsum. & Koidz.) Muldashev
- Ajania salicifolia (Mattf.) Poljakov
- Ajania scharnhorstii (Regel & Schmalh.) Tzvelev
- Ajania semnanensis Sonboli
- Ajania sericea C.Shih
- Ajania shiwogiku (Kitam.) K.Bremer & Humphries
- Ajania tenuifolia (Jacquem. ex Besser) Tzvelev
- Ajania tibetica (Hook.f. & Thomson ex C.B.Clarke) Tzvelev
- Ajania trifida (Turcz.) Muldashev
- Ajania trilobata Poljakov
- Ajania tripinnatisecta Y.Ling & C.Shih
- Ajania truncata (Hand.-Mazz.) Ling ex C.Shih
- Ajania variifolia (C.C.Chang) Tzvelev